# Heilige Tuniek
De Heilige Tuniek (Duits: Heiliger Rock) is het vermeende naadloze onderkleed (tunica) van Jezus, dat hij volgens de christelijke traditie droeg vóórdat hij gekruisigd werd. De bekendste versie van het tweedegraads relikwie, waarvan de echtheid omstreden is, wordt bewaard in de Dom van Trier, hoewel ook andere plaatsen claimen het kledingstuk in bezit te hebben.

## Bijbelse bron
Het onderkleed van Jezus, de Tunika Christi, werd volgens het Johannes-evangelie niet verdeeld, maar door de aanwezige Romeinse soldaten verloot:
Toen dan de soldaten Jezus gekruisigd hadden, namen zij zijn klederen en maakten daarvan vier delen, voor iedere soldaat één deel, en zijn onderkleed. Dit kleed nu was zonder naad, aan één stuk geweven. Zij zeiden dan tot elkander: Laten wij dit niet scheuren, maar erom loten, voor wie het zijn zal; zodat het schriftwoord vervuld werd: Zij hebben mijn klederen onder elkander verdeeld en over mijn kleding hebben zij het lot geworpen. Dit hebben dan de soldaten gedaan. (Johannes 19:23-24)
Het naadloos zijn van de tuniek, dat wil zeggen niet uit verschillende onderdelen samengesteld,  maakt het kledingstuk tot een symbool van het onverdeelde christendom. Bij de bedevaart van 1959 te Trier werd het volgende gebed geïntroduceerd, dat geïnspireerd is door de gedachte dat de Heilige Tuniek een symbool van de eenheid der christenen is:
Jezus Christus, Heiland en verlosser, Heb medelijden met ons en met de hele wereld. Gedenk uw christenen en breng tezamen wat verdeeld is.
Momenteel stelt de Kerk dat de echtheidsvraag niet bepalend is, maar het feit dat de Heilige Tuniek een zinnebeeld van Jezus Christus is. De verering ervan geldt – net zoals bij het Heilige Kruis en andere relieken van Jezus – niet het voorwerp als zodanig, maar het erachter staande oorspronkelijke beeld van Christus.

## Geschiedenis
In het begin van de 12e eeuw is de eerste geschreven verwijzing naar de Heilige Tuniek te vinden in de Gesta Treverorum. Volgens deze tekst zou de heilige Helena, de moeder van keizer Constantijn de Grote, de tunica in de 4e eeuw naar Trier gebracht hebben. Op 1 mei 1196 wijdde aartsbisschop Jan I van Trier het nieuwe oostkoor van de Dom van Trier in, waarbij de Heilige Tuniek in het hoofdaltaar werd ingemetseld. Het aartsbisdom Trier overtroefde hiermee de concurrerende abdij van Prüm, die sinds 752 in het bezit van de sandalen van Christus was.
De Heilige Tuniek werd in 1512 voor het eerst getoond op verzoek van keizer Maximiliaan I en werd daarna - tot 1517 - jaarlijks tentoongesteld. Het Domkapittel liet daartoe aan de westapsis een loggia bouwen, waarvandaan de Heilige Tuniek aan het volk getoond kon worden (vergelijk: dwerggalerij). Op aanwijzing van paus Leo X werd daarna een 7-jaarlijkse cyclus ingevoerd, in overleg met Aken, waar een soortgelijk heiligdomsvaart plaatsvond. Dit gebeurde in 1524, 1531, 1538 en 1545, waarna de godsdienstoorlogen van de 16e en 17e eeuw een eind maakten aan de traditie.
De aartsbisschoppen van Trier bewaarden de Heilige Tuniek vervolgens van 1628 tot 1794, met enige onderbrekingen in de burcht Ehrenbreitstein bij Koblenz. In 1765 vond hier een grote bedevaart plaats. Bij de komst van de Franse troepen werd de Heilige Tuniek weggeborgen. De laatste Trierse keurvorst, Clemens Wenceslaus van Saksen, nam het reliek mee naar Augsburg. In 1810 kwam het terug in Trier en sindsdien werd het zes keer tentoongesteld: in 1844, 1891, 1933, 1959, 1996 en van 13 april tot 13 mei 2012 ter gelegenheid van het 500-jarig jubileum van de allereerste bedevaart.

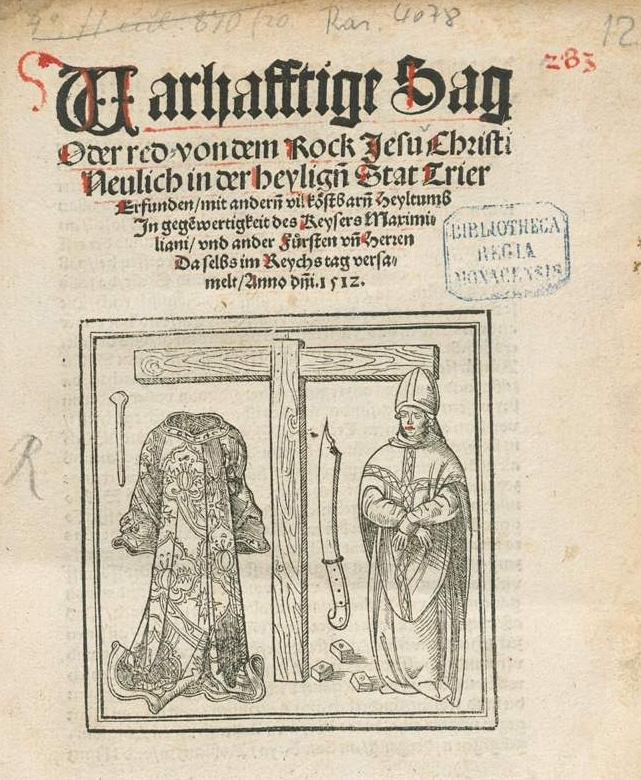
Verslag van de toning in 1512
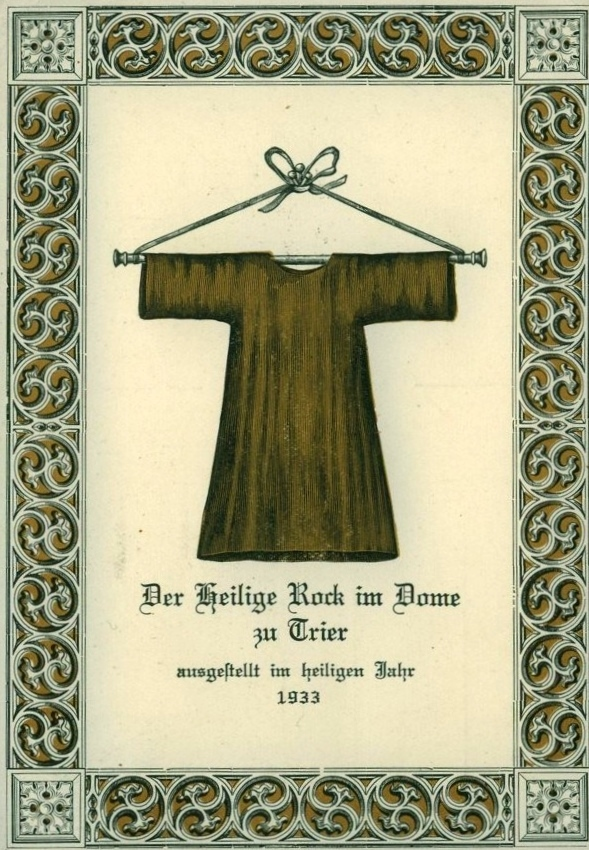
Affiche uit 1933
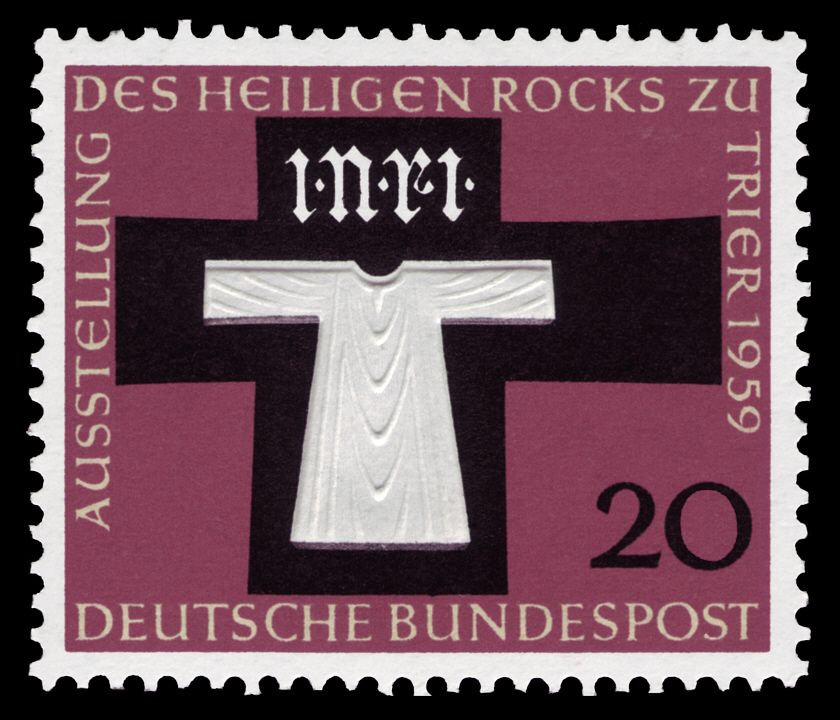
Postzegel uit 1959
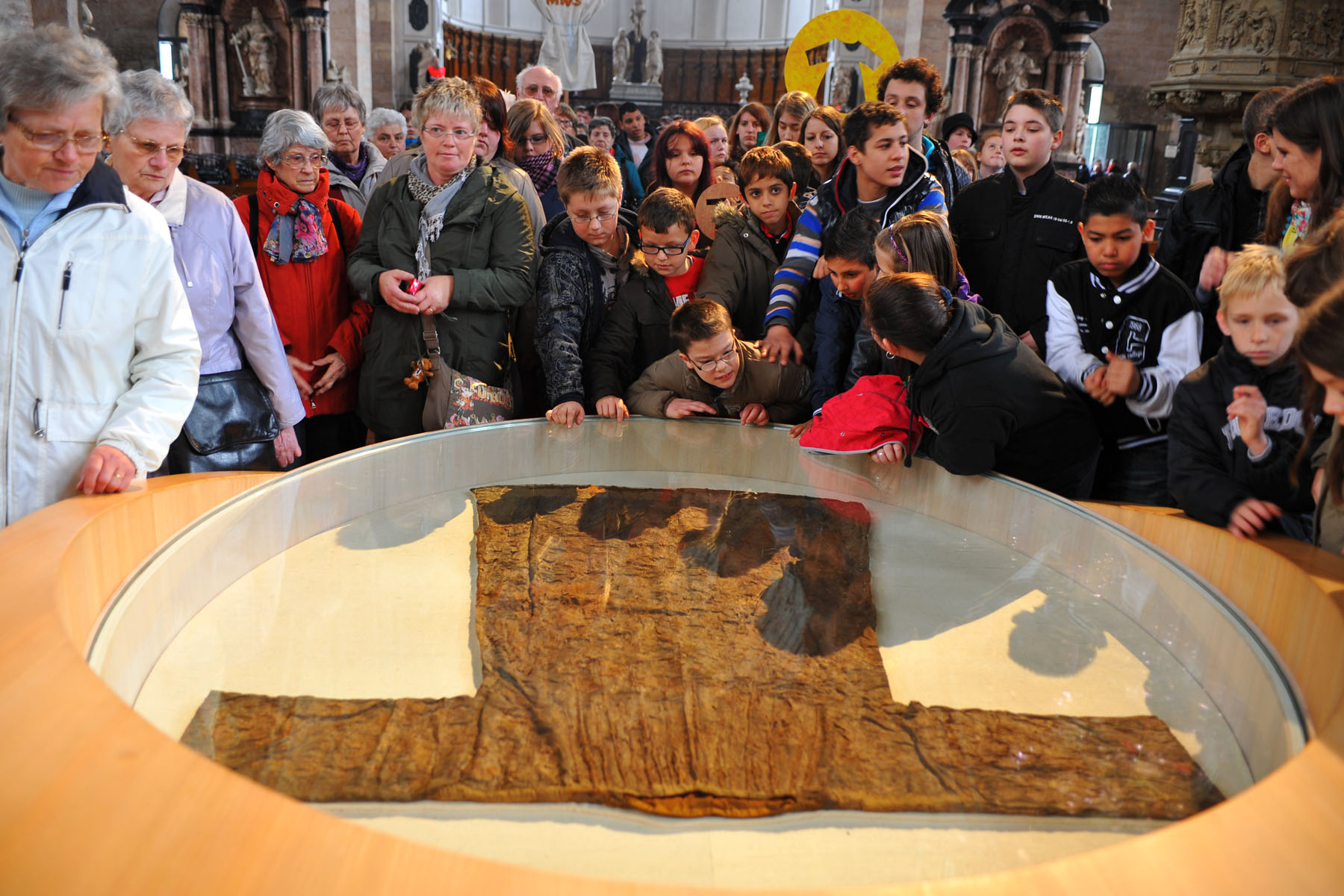
Toning in 2012

## Andere plaatsen met de Heilige Tuniek
Trier is niet de enige plaats die claimt de Heilige Tuniek te bezitten:
- Argenteuil (Frankrijk)
- Germia in Galatië (nu Turkije)
- Safed, bij het Meer van Tiberias (nu Israël)

## Trivia
- De Heilige Tuniek speelt een belangrijke rol in het ontstaan van de legende van Sint-Ontkommer.